# Płetwal Bryde’a
Płetwal Bryde’a (Balaenoptera brydei) – gatunek walenia z rodziny płetwalowatych. Pozycja taksonomiczna tego gatunku jest niejasna. Obecnie przeważa pogląd, że ssak ten jest jedną z populacji płetwala równikowego, lecz cały czas trwają badania próbujące wyjaśnić status tego walenia.

## Charakterystyka
Jest często mylony z sejwalem, ponieważ są one dość podobne zarówno pod względem wielkości jak i wyglądu. Jednakże płetwal Bryde'a różni się od niego trzema grzebieniami na głowie. Kolor ciała ciemnoszary, z pewną ilością bieli na podgardlu i policzkach. Płetwa grzbietowa jest dobrze wykształcona i zagięta do tyłu. Płetwy piersiowe są względnie krótkie. 

### Opis
Długość ciała- do 15 m (samiec),
- do 16 m (samica)
Odwrócone stosunki wielkości, samice są średnio o 1m większe niż samce.
Masa ciałaśrednio 16-18 ton (maksymalnie do 26 ton)

## Pożywienie
Żywi się przede wszystkim krylem i rybami ławicowymi.

## Rozmnażanie
Ciąża trwa ok. 12 miesięcy. Po tym okresie rodzi się jedno młode o dł. ciała 3-4 m. Samce osiągają zdolność rozrodczą po osiągnięciu długości 11,6-12,4 m, a samice po dojściu do 12-12,8 m długości ciała.